# Nick Gillain
Nick Gillain fue un militar de origen belga que participó en la Guerra civil española en las Brigadas internacionales.
Después de integrarse en las Brigadas Internacionales, formó parte de la Wallonïen División, con grado de Oficial, mandada por el jefe del Movimiento Rex, León Degrelle.
No hay datos exactos sobre su fecha de nacimiento, y es posible que falleciera en el frente ruso durante la Segunda Guerra Mundial.
Existen serias dudas sobre su verdadero origen, incluyéndose teorías sobre su nacionalidad, hay estudiosos que creen que fue un militar ruso.
Corroboró la participación de André Marty en la condena y ejecución del mando Delesalle, de la XIV Brigada («la Marseillaise») comandada por Karol Swierczewski, más conocido por General Walter, donde fue acusado injustamente de traición.
Escribió el libro El mercenario. Diario de un combatiente rojo, editado poco después de acabar la guerra, en 1939, en el que cuenta su paso por las Brigadas internacionales.. Aunque en el título de su obra se autocalifique como mercenario, actuó siempre bajo la bandera de las Brigadas Internacionales.
Participó en las batallas de Brunete, Belchite, Lopera y Jarama.

## Obras
- El mercenario. Diario de un combatiente en la Guerra de España. 2015, Interfolio Libros ISBN 9788494061097
- Le Mercenaire. Carnet de route d'un combattant rouge. París: Artheme Fayard.

- Datos: Q3339745